# Xiaolin Wus Linien-Algorithmus
| QS-Informatik | Dieser Artikel wurde wegen inhaltlicher Mängel auf der Qualitätssicherungsseite der Redaktion Informatik eingetragen. Dies geschieht, um die Qualität der Artikel aus dem Themengebiet Informatik auf ein akzeptables Niveau zu bringen. Hilf mit, die inhaltlichen Mängel dieses Artikels zu beseitigen, und beteilige dich an der Diskussion! (+) |

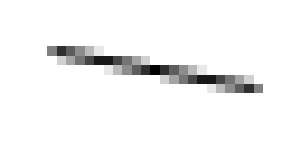
Geglättete Linie aus Xiaolin Wu’s Linien-Algorithmus

Xiaolin Wus Linien-Algorithmus ist ein Algorithmus für das Darstellen von Linien mit Antialiasing (Kantenglättung), erstmals vorgestellt im Artikel An Efficient Antialiasing Technique in der Ausgabe von Computer Graphics im Juli 1991 sowie im Artikel Fast Antialiasing in Dr. Dobb’s Journal vom Juni 1992.
Der Bresenham-Algorithmus ist bei der Darstellung von Linien zwar besonders schnell, unterstützt aber nicht die Glättung der Linien. Außerdem können nur Linien dargestellt werden, deren Endpunkt-Koordinaten ganzzahlig sind. Ein naiver Ansatz der Linienglättung wäre extrem langsam. Wus Algorithmus ist vergleichsweise schnell, aber immer noch langsamer als der Bresenham-Algorithmus. Wus Algorithmus zeichnet Pixel immer paarweise auf je einer Seite der Linie und färbt sie nach ihrem Abstand von der Linie. Gesondert behandelt werden die Pixel an den Linienenden sowie Linien mit einer Länge kürzer als ein Pixel.
Eine Erweiterung des Algorithmus zum Darstellen von Kreisen wurde von Xiaolin Wu im Buch Graphics Gems II vorgestellt. Genau wie sein Linien-Algorithmus ist er ein Ersatz eines bereits existierenden Algorithmus von Bresenham.
```
function
 
plot
(
x
,
 
y
,
 
c
)
 
is

    
plot
 
the
 
pixel
 
at
 
(
x
,
 
y
)
 
with
 
brightness
 
c
 
(
where
 
0
 
≤
 
c
 
≤
 
1
)

// Ganzzahliger Teil von x

function
 
ipart
(
x
)
 
is

    
return
 
int
(
x
)

function
 
round
(
x
)
 
is

    
return
 
ipart
(
x
 
+
 
0.5
)

// Bruchteil von x

function
 
fpart
(
x
)
 
is

    
if
 
x
 
<
 
0

        
return
 
1
 
-
 
(
x
 
-
 
floor
(
x
))

    
// else:

    
return
 
x
 
-
 
floor
(
x
)

function
 
rfpart
(
x
)
 
is

    
return
 
1
 
-
 
fpart
(
x
)

function
 
drawLine
(
x0
,
y0
,
x1
,
y1
)
 
is

    
boolean
 
steep
 
:=
 
abs
(
y1
 
-
 
y0
)
 
>
 
abs
(
x1
 
-
 
x0
)

    
if
 
steep
 
then

        
swap
(
x0
,
 
y0
)

        
swap
(
x1
,
 
y1
)

    
end
 
if

    
if
 
x0
 
>
 
x1
 
then

        
swap
(
x0
,
 
x1
)

        
swap
(
y0
,
 
y1
)

    
end
 
if

    
dx
 
:=
 
x1
 
-
 
x0

    
dy
 
:=
 
y1
 
-
 
y0

    
gradient
 
:=
 
dy
 
/
 
dx

    
// Vorgehen fuer ersten Endpunkt

    
xend
 
:=
 
round
(
x0
)

    
yend
 
:=
 
y0
 
+
 
gradient
 
*
 
(
xend
 
-
 
x0
)

    
xgap
 
:=
 
rfpart
(
x0
 
+
 
0.5
)

    
xpxl1
 
:=
 
xend
 
// fuer die Hauptschleife

    
ypxl1
 
:=
 
ipart
(
yend
)

    
if
 
steep
 
then

        
plot
(
ypxl1
,
   
xpxl1
,
 
rfpart
(
yend
)
 
*
 
xgap
)

        
plot
(
ypxl1
+
1
,
 
xpxl1
,
  
fpart
(
yend
)
 
*
 
xgap
)

    
else

        
plot
(
xpxl1
,
 
ypxl1
  
,
 
rfpart
(
yend
)
 
*
 
xgap
)

        
plot
(
xpxl1
,
 
ypxl1
+
1
,
  
fpart
(
yend
)
 
*
 
xgap
)

    
end
 
if

    
intery
 
:=
 
yend
 
+
 
gradient
 
// erste y-Koordinate fuer die Hauptschleife

    
// Vorgehen fuer ersten Endpunkt

    
xend
 
:=
 
round
(
x1
)

    
yend
 
:=
 
y1
 
+
 
gradient
 
*
 
(
xend
 
-
 
x1
)

    
xgap
 
:=
 
fpart
(
x1
 
+
 
0.5
)

    
xpxl2
 
:=
 
xend
 
// fuer die Hauptschleife

    
ypxl2
 
:=
 
ipart
(
yend
)

    
if
 
steep
 
then

        
plot
(
ypxl2
  
,
 
xpxl2
,
 
rfpart
(
yend
)
 
*
 
xgap
)

        
plot
(
ypxl2
+
1
,
 
xpxl2
,
  
fpart
(
yend
)
 
*
 
xgap
)

    
else

        
plot
(
xpxl2
,
 
ypxl2
,
  
rfpart
(
yend
)
 
*
 
xgap
)

        
plot
(
xpxl2
,
 
ypxl2
+
1
,
 
fpart
(
yend
)
 
*
 
xgap
)

    
end
 
if

    
// Hauptschleife

    
for
 
x
 
from
 
xpxl1
 
+
 
1
 
to
 
xpxl2
 
-
 
1
 
do

        
begin

            
if
 
steep
 
then

                
plot
(
ipart
(
intery
)
  
,
 
x
,
 
rfpart
(
intery
))

                
plot
(
ipart
(
intery
)
+
1
,
 
x
,
  
fpart
(
intery
))

            
else

                
plot
(
x
,
 
ipart
(
intery
)
,
  
rfpart
(
intery
))

                
plot
(
x
,
 
ipart
(
intery
)
+
1
,
 
fpart
(
intery
))

            
end
 
if

            
intery
 
:=
 
intery
 
+
 
gradient

        
end

end
 
function

```